# Grb Varaždina
Grb grada Varaždina povijesni je varaždinski grb prikazan na povlastici iz 1464. kojom kralj Matija Korvin dodjeljuje Varaždinu pravo na upotrebu gradskog pečata i grba.

## Povijest
Kralj Matija Korvin je dodijelio gradu Varaždinu svoj grb 1464. godine. Od 1895. do 1945. koristi se inačica grba samo sa štitom i čuvar anđela. Od oko 1968. godinr grb se prikazuje samo s elementom iz završnog štita. Povijesni oblik grba se ponovo usvaja 1991. godine i kasnije 1995.

## Izgled
Unutar četvrtastog vitičastog okvira zelene boje je manji crveno obojeni četverokut sa zlatno-oker obojenim viticama unutar koje je upisana kružna traka s natpisom: SIGILLVM MAIVS CIVITATIS WARASDIENSIS ('Veliki pečat grada Varaždina'). Unutar natpisne trake je na dijelom zelenoj, dijelom plavoj vitičastoj podlozi poprsje anđela zlatno-oker kose i crvenih krila odjevenog u smeđu odjeću. Anđeo rukama pridržava polukružno završni štit na kojem su četiri crvene i četiri bijele vodoravne grede. Na sredini štita je četvrtasta kula s ulaznim vratima i prozorima i četiri manje kule na vrhu, te sivoplavo obojenim visokim šiljatim krovom na kojem je zlatno-oker križ. Na trećoj crveno obojenoj gredi je s desne strane kule šestokraka zvijezda, a s lijeve polumjesec žute boje.

## Galerija
- Završni štit iz varaždinskog grba na pročelju zgrade u Varaždinu